# Зимни младежки олимпийски игри 2016
II зимни младежки олимпийски игри се проведха в Лилехамер, Норвегия от 12 до 21 февруари 2016 г.

## Кандидатури
Лилехамер е единственият град с официална кандидатура за игрите.
Градовете Лейк Плесид, Люцерн, Сарагоса и София проявяват интерес, но официална кандидатура от тях не следва.